# Карайково
Карайково (укр. Карайкове) — село,
Проминьский сельский совет,
Солонянский район,
Днепропетровская область,
Украина.
Код КОАТУУ — 1225086205. Население по переписи 2001 года составляло 36 человек.

## Географическое положение
Село Карайково находится у истоков реки Грушевка,
на расстоянии в 1 км расположено село Проминь.
По селу протекает пересыхающий ручей с запрудой.
Рядом проходит железная дорога, станция Платформа 277 км в 5-и км.

## Известные уроженцы
- Головко, Степан Фёдорович (1935 — ?) — Герой Социалистического Труда.